# Irene Ward
Pour les articles homonymes, voir Ward.
Irene Mary Bewick Ward, baronne Ward of North Tyneside, née le 23 février 1895 et morte le 26 avril 1980, est une femme politique britannique conservatrice, membre du Parlement pour la circonscription de Wallsend entre 1931 et 1945 puis pour celle de Tynemouth entre 1950 et 1974.

## Biographie
Elle effectue ses études à la Newcastle Church High School. Elle se présente aux élections législatives de 1924 et de 1929 dans la circonscription de circonscription de Morpeth sans succès, avant d'être finalement élue à la Chambre des communes en 1931, dans la circonscription de Wallsend, battant la travailliste Margaret Bondfield. Ardente défenseur de l'industrie de Tyneside, elle perd son siège aux élections législatives de 1945.
En 1950, elle revient au Parlement en se faisant élire dans la circonscription de Tynemouth, battant de nouveau une femme, la travailliste Grace Colman. Elle présente un projet de loi connu sous le nom de Loi sur les droits d'entrée (Commission des gaz et électricité) de 1954. Elle soutient aussi un projet de loi visant à verser de l'argent aux personnes âgées vivant en maison de retraite, la Loi sur les infirmières (amendement) de 1961 et la Loi sur les pénalités pour l'ivresse de 1962. Elle siège dans l'influent Comité des comptes publics à partir de 1964.
Elle est célèbre pour avoir causé un incident qui a fait rire les deux bancs de la Chambre : elle a ainsi menacé de « pousser » le Premier ministre travailliste Harold Wilson. Après avoir reçu une réponse évasive à une question parlementaire, elle avait répondu avec les mots : « Je vais donner un coup de tête au Premier ministre. Je le pousserai jusqu'à obtenir une réponse ».
Elle quitte la politique en 1974, après 38 ans de mandats. Elle est la députée féminine à avoir siégé le plus longtemps (Mother of the House) jusqu'à ce que ce record soit battu par Gwyneth Dunwoody en 2007. À 79 ans, elle est par ailleurs la doyenne de la Chambre entre 1973 et 1974 et la plus âgée jamais réélue.
Le 23 février 1975, elle est faite « baronne Ward of North Tyneside ».

## Décorations
- 1929 : commandeur de l'ordre de l'Empire britannique
- 1955 : dame commandeur de l'ordre de l'Empire britannique
- 1973 : ordre des compagnons d'honneur

## Source de la traduction
- (en) Cet article est partiellement ou en totalité issu de l’article de Wikipédia en anglais intitulé « Irene Ward » (voir la liste des auteurs).